# Монастир святого Іоана Хрестителя (Серрес)
Монастир святого Іоана Хрестителя (грец. Μονή Τιμίου Προδρόμου Σερρών) — православний жіночий монастир, заснований 1270 року на горі Менікіо, за 10 км на північний схід від міста Серрес, Центральна Македонія, Греція.

## Історія
Монастир заснований 1270 року отцем Іоаннікієм, єпископом Зіхні. Близько 1300 року обитель була значно розширена його племінником Іоакімом, також єпископом Зіхні. Останній побудував на подвір'ї монастиря невеликий католицький храм, який діє донині, трапезну та високий мур, що оперізує монастир.

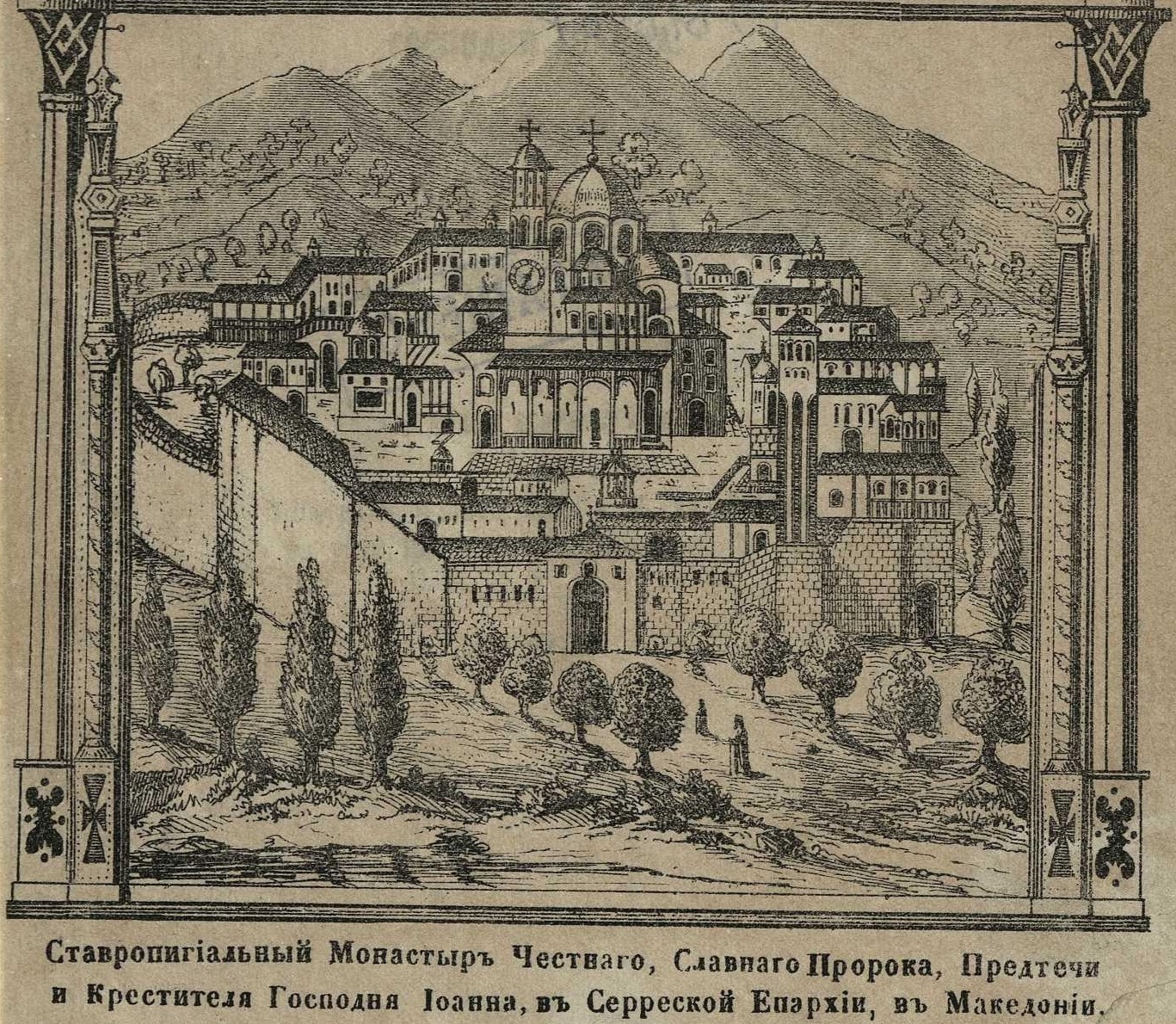
Монастир Святого Іоанна Хрестителя гравюра 1864 року

1332 року монастир вся область Зіхні перейшла під управління візантійського імператора Іоанна VI Кантакузина, а сама обитель незабаром імператорським указом отримала статус ставропігії. Однак 1345 року монастир був сильно пошкоджений в результаті нападу сербів і уникнув повного знищення тільки завдяки заступництву Олени, дружини сербського царя Стефана Душана. 1353 до подвір'я монастиря святого Іоана Хрестителя увійшли малі чернечі подвір'я монастиря Святого Анастасія та Марії Острініс.
1371 року, до остаточного завоювання Серреса Османською імперією, монахам вдалось вмовити султана Мурада I зменшити для монастиря стягуваний податок на майно. В період між 1457 і 1462 роками ченцем монастиря був перший патріарх, після падіння Константинополя, Геннадій Схоларій, який залишався в обителі до його смерті.
За свідченням болгарського етнографа Стефана Верковича, 1889 року в монастирі мешкало щонайменше 60 ченців та 60 послушників.
1917 року бібліотека монастиря розграбована болгарами, які переправили у Болгарію 24 Євангелія, 200 рідкісних рукописів, близько 1 500 старовинних книг, 4 хрисовули візантійських імператорів, а також численні дорогоцінні святині. Усі ці реліквії зберігалися в бібліотеці монастиря, зо розташовувалась у південно-західній башті муру довкола монастиря. Хоча згідно з Нейїським мирним договором деякі пам'ятки були повернені і передані Національній бібліотеці в Афінах, їх більша частина все ще перебуває в Софії.
1986 року обитель перейшла до жіночої чернечої громади, яка відновила монастир.

### Пожежа
13 грудня 2010 року в монастирі спалахнула пожежа, за висновком експертної комісії, через дров'яну піч у паломницькому гуртожитку. Гасити пожежу прибули десять машин із Серреса і одна із Салонік, однак ефективному гасінню пожежі перешкоджали засніжені гірські дороги та густий туман. Повністю згорів гуртожиток, галерея візантійської доби і майстерні. Неушкодженими залишились нове крило і чернечі келії.

## Основний храм
Основний храм обителі кам'яний, прикрашений візантійськими іконописом, фресками, приписуваними авторству македонського майстра Панселінія. Найдавніші з них створені в добу другого настоятеля монастиря Іоакіма, вони вирізняються особливою виразністю і реалізмом. Праворуч і ліворуч зображенні Христос Пантократор (Вседержитель) і Діва Марія Одігітрія — зразки візантійського іконопису доби Палеологів. Храмове різьблення датується 1804 роком.